# Juan José Estella
Juan José Estella Salas es un exfutbolista español, nacido el 13 de enero de 1956 en San Felíu de Llobregat, Barcelona. A los 20 años llega al Barcelona Atletic, para pasar por el Córdoba, y Valladolid antes de llegar al primer equipo del F. C. Barcelona. Militó en el Fútbol Club Barcelona cuatro temporadas (de 1979 a 1983) disputando 148 partidos, y después en el Real Mallorca y el Sevilla Fútbol Club.

## Equipos
| Club                    | País   | Año       |
| ----------------------- | ------ | --------- |
| F. C. Barcelona Atlètic | España | 1976-1977 |
| Córdoba C. F.           | España | 1977-1978 |
| Real Valladolid C. F.   | España | 1978-1979 |
| F. C. Barcelona         | España | 1979-1983 |
| R. C. D. Mallorca       | España | 1983-1984 |
| C. E. Sabadell          | España | 1984-1985 |
| Sevilla F. C.           | España | 1985-1986 |

## Selección
Estella disputó un encuentro con la selección de fútbol de España. Fue el 24 de marzo de 1982 en el Estadio Luis Casanova de Valencia, en un amistoso ante Gales que finalizó con empate a un gol.

## Palmarés
| Título           | Club                  | Año  |
| ---------------- | --------------------- | ---- |
| Copa del Rey     | Fútbol Club Barcelona | 1981 |
| Recopa de Europa | Fútbol Club Barcelona | 1982 |
| Copa del Rey     | Fútbol Club Barcelona | 1983 |
| Copa de la Liga  | Fútbol Club Barcelona | 1983 |